# Lucia Joyce
Lucia Anna Joyce (Trieste, Itàlia, 26 de juliol de 1907 - Northampton, Anglaterra, 12 de desembre de 1982) fou una escriptora i ballarina professional, filla de l'escriptor irlandès James Joyce i de Nora Barnacle.

## Biografia
Lucia Anna Joyce va néixer a Trieste a les 4 de la matinada del dia 26 de juliol de 1907, festivitat de Santa Anna. Per aquest motiu li van posar de segon nom Anna, el qual a més era el nom de l'avia materna de Lucia.
L'italià va ser la primera llengua de Lucia i aquella en què escrivia les cartes que canviava amb el seu pare. Va estudiar ballet en la seva adolescència, arribant a merèixer practicar amb la famosa ballarina Isadora Duncan. Lucia va començar a mostrar símptomes de malaltia mental en 1930, cap a l'època en què va conèixer a l'escriptor Samuel Beckett, assistent del seu pare en aquell temps. La malaltia d'ella va motivar l'allunyament de Beckett. Aquest confessaria més tard a la seva amiga Peggy Guggenheim que ell «estava mort i que no tenia sentiments humans» i que aquesta va ser la raó per la qual no havia estat capaç d'enamorar-se de Lucia. En 1934, el psiquiatre Carl Gustav Jung va atendre a Lucia com a pacient. Poc després Lucia va ser diagnosticada com a esquizofrènica en la clínica psiquiàtrica Burghölzli de Zúric. Va morir en 1982, en el St Andrew's Hospital de Northampton, Anglaterra.
El seu estat mental, així com la documentació relativa al mateix, ha estat objecte d'un estudi recent a càrrec de Carol Shloss, qui considera que Lucia d'alguna forma va ser la musa inspiradora de Finnegans Wake, l'última obra del seu pare. L'estudi fa referència a les cartes entre Lucia Joyce i el seu pare, i es va convertir en motiu d'un litigi per ús indegut interposat per la testamentaria de James Joyce. El litigi va quedar resolt el 25 de març de 2007.
Carol Shloss explica que Carl Jung, després de llegir Ulisses, va pensar que el pare també patia d'esquizofrènia. Jung va afirmar que tots dos, pare i filla, es lliscaven al fons d'un riu, només que ell sabia bussejar i ella s'enfonsava irremeiablement. El tipus de relació que mantenia Joyce amb la seva filla esquizofrènica és desconegut. L'hereu actual de Joyce, Stephen Joyce, va cremar els milers de cartes que es van escriure pare i filla, cartes rebudes per ell a la mort de Lucia, en 1982. Stephen Joyce va afirmar en una carta a l'editor del New York Times: «Quant a la destrucció de la correspondència, es tractava de cartes personals dirigides per Lucia a la seva família. Van ser escrites molts anys després de morir Nonno i Nonna (és a dir, James Joyce i Nora Barnacle) i no es referien a ells. També van ser destruïdes algunes targetes postals i un telegrama de Samuel Beckett per a Lucia, aquest darrer a requeriment per escrit del mateix Beckett».
En 2004 es va estrenar en el West End londinenc una obra inspirada en la relació de Lucia amb Samuel Beckett: Calico, escrita pel dramaturg britànic Michael Hastings.